# Stercorarius chilensis
El salteador chileno (Stercorarius chilensis), también conocido como salteador acanelado, escúa canela, págalo chileno, skúa chilena o escúa común, es una especie de ave caradriforme de la familia Stercorariidae que se distribuye por las costas australes de Argentina y Chile, llegando en ocasiones hasta los trópicos.

## Características
Es un gran predador marino. Ataca, mata y devora a otras aves marinas más pequeñas. Vuela en grandes bandadas, lo que le permite también agredir a otras aves más grandes para robar su comida, exceptuando las de mayor tamaño como el albatros. A diferencia de otras especies de salteadores, que matan sólo para comer, el salteador chileno mata a otras aves pero solo come una ínfima parte del botín.
Se reproduce principalmente en las islas del Cabo de Hornos, donde forma grandes colonias a partir de noviembre.
Para algunos autores debe clasificarse en el género Catharacta.